# 田通铁路
田通铁路，在日本占据东北的满洲国时期，建设的由溪田铁路田师府站，经桓仁至通化的铁路。是“东边道纵贯铁道”的组成部分。桓北段（桓仁至北甸）长119.5公里，桓通段（桓仁至通化）长90公里。
1943年春完成田通铁路定测、设计。起自本溪至田师府的溪田铁路的北甸站（今属南甸子镇），溯太子河东上至平顶山，经高俭地村（属于木盂子镇）、二户来、至桓仁，再到通化。全长209.56公里。1943年4月起全线同时动工，至1945年9月3日抗战胜利铁路停建，全线路基工程完成70%左右，桥涵工程完成40-50%。隧道工程共有北甸--桓仁间4座，通化-桓仁段5座，均已施工，有的已经贯通。
1958年，由于桓仁县境内的浑江建设梯级大型水电站运输需要，国家计委批准田通铁路桓北段（桓仁至北甸）修复续建工程上马。1958年7月开始施工，至1959年末达到铺轨程度，至1960年7月末，全线涵洞涵管全部建成，大中桥墩台已建成，车站土方工程已经开挖。1960年8月，遭受特大洪水灾害，路基、桥涵、防护工程被严重冲毁。1961年5月由于国民经济调整而停建、下马、报废。